# Загублене серце (фільм, 2021)
«Загублене серце» (англ. Cherry) — американська кримінальна драматична картина режисерів Ентоні і Джо Руссо за сценарієм Джессіки Голдберг і Анджели Руссо-Відстот, яка заснована на однойменному автобіографічному романі відставного армійського медика Ніко Уокера. Головні ролі у фільмі виконали Том Голланд та Сієра Браво.
12 березня 2021 року фільм став доступний на Apple TV+.

## Сюжет
Відставний армійський медик з посттравматичним розладом (ПТСР) підсів на опіоїди і незабаром почав грабувати банки, щоб продовжувати купувати наркотики. У певний момент потрапив за грати, де зміг подолати всі пороки і вийти нормальною людиною.

## В ролях
- Том Голланд — Черрі[2], персонаж, заснований на авторі книги, Ніко Вокері[3]
- Сієра Браво — Емілі
- Джек Рейнор — Pills and Coke
- Майкл Рісполі — Томмі
- Джефф Волберг — Хіменес
- Форрест Гудлак — Джеймс Лайтфут
- Майкл Гандольфіні — кузен Джо
- Кайл Харві — Рой
- Пуч Холл — сержант Хумевер
- Деймон Вейанс-мол. — сержант Мастерс
- Томас Леннон — батько Хумевер
- Келлі Берглунд-Медісон Ковальські
- Хосе Пабло Кантільо — сержант Деко
- Ніколь Форестер — доктор
- Джеймі Брюер — Шеллі
- Лео Вудалл — Роджерс
- Фінн О'Ші — Арнольд
- Адам Лонг — сержант Грін

## Виробництво
Продюсерська компанія Ентоні і Джо Руссо, AGBO, придбала права на роман у серпні 2018 року, обійшовши пропозиції Warner Bros., де режисером був би Джеймс Франко, і Sony, і брати Руссо стали режисерами фільму. У березні 2019 року Том Голланд вступив в переговори про те, щоб знятися у фільмі. У жовтні цього ж року Сіера Браво, Білл Скашгорд, Джек Рейнор, Джефф Уолберг, Кайл Харві, Форрест Гудлак і Майкл Гандольфіні також приєдналися до акторського складу. В грудні Пуч Холл отримав роль у фільмі.
Спочатку повідомлялося, що зйомки фільму почнуться 15 липня 2019 року. Зйомки фільму почалися 8 жовтня 2019 року в Клівленд-Хайтс, Огайо. Зйомки фільму завершилися 20 січня 2020 року. 
У фільмі використана композиція гурту Grand Funk під назвою «Mean Mistreater», що увійшла до їх третього альбому Closer To Home, виданому влітку 1970 року.

## Реліз
Apple TV+ придбала фільм у вересні 2020 року. 12 березня 2021 року картина вийшла в обмеженому прокаті і стала доступна на самому відеосервісі корпорації Apple.